# Воронцовская (станция метро)
«Воронцо́вская» — станция Московского метрополитена на южном участке Большой кольцевой линии. Связана пересадкой со станцией «Калужская» на Калужско-Рижской линии. Расположена в Обручевском районе (ЮЗАО). Получила своё название по парку и усадьбе Воронцово, находящимся недалеко от станции. Открытие состоялось 7 декабря 2021 года в составе участка «Мнёвники» — «Каховская». Колонная трёхпролётная мелкого заложения с одной островной платформой.

## Название
Первое проектное название «Калужская» дано по одноимённой пересадочной станции на Калужско-Рижской линии. Постановлением правительства Москвы от 29 июля 2015 года название станции было изменено на «Воронцовская» — по названию усадьбы Воронцово.
Учёные Российской академии наук дважды направляли мэру Москвы письмо с просьбой о переименовании станции в честь советского математика Мстислава Келдыша, именем которого названа находящаяся неподалёку площадь. В письме, отправленном в начале 2016 года, предлагалось название «Площадь Академика Келдыша», однако оно было отклонено городской комиссией ввиду длины и неудобства произношения. Во втором письме, отправленном в середине 2017 года, предлагалось название «Площадь Келдыша».
В августе 2018 года на портале «Активный гражданин» организовано голосование по выбору названия для станции. На выбор давалось три варианта: «Площадь Академика Келдыша», «Калужская» и «Воронцовская». По итогам голосования большинство москвичей (58,62 %) решило сохранить для станции название «Воронцовская».

## Расположение
Расположена между станциями «Новаторская» и «Зюзино». Находится на западе Москвы, в Обручевском районе ЮЗАО города Москвы, в историческом районе Воронцово, на улице Академика Семенихина, напротив места примыкания Хлебобулочного проезда к Профсоюзной улице.

## Строительство
- 28 июня 2017 года начались работы на всём южном участке Большого кольца от «Проспекта Вернадского» до «Каховской»[8].
- 29 марта 2018 года началось строительство станции[9].
- 24 июня 2019 года проходка правого тоннеля между станциями «Воронцовская» и «Улица Новаторов» БКЛ метро завершена[10].
- 19 октября 2019 года завершена проходка левого тоннеля до «Улицы Новаторов» длиной 1264 метра[11].
- 13 ноября 2020 года — готовность станции составляет 57 %. На станции завершилось сооружение наклонных ходов, специалисты приступили к монтажу эскалаторов[12].
- 15 февраля 2021 года — готовность монолитных конструкций станции составляет 86 %. Сооружен левый перегонный тоннель до станции «Зюзино»[13].
- 20 июля 2021 года — завершается монтаж подвесного потолка, ведутся работы по отделке пассажирских зон, служебных и технических помещений.[14]
- 18 сентября 2021 года мэр Москвы Сергей Собянин провёл технический пуск участка «Проспект Вернадского» — «Каховская».
- 7 декабря 2021 года станция открылась.

## Технические особенности
Станция мелкого заложения, колонная трёхпролётная, с двумя рядами колонн вдоль продольной оси станции. На станции имеется два вестибюля, связанные с платформой эскалаторами: восточный, примыкающий к северному вестибюлю станции «Калужская» Калужско-Рижской линии, и западный — с выходом к Старокалужскому шоссе. Генеральный проектировщик станции — Мосинжпроект, главный архитектор — А. Л. Вигдоров.

## Пассажиропоток
В начале 2022 года станцией пользовались около 24 тысяч человек в будний день, что позволило разгрузить станцию «Калужская» на 12 %.

## Наземный общественный транспорт
На этой станции можно пересесть на следующие маршруты городского пассажирского транспорта:
- Автобусы: м84, е12, 1, с163, 196, 224, 226, 246, 404, 642, 699, 816, 915, с923, 938, с954, 961, т72

## Галерея

Эскалаторы
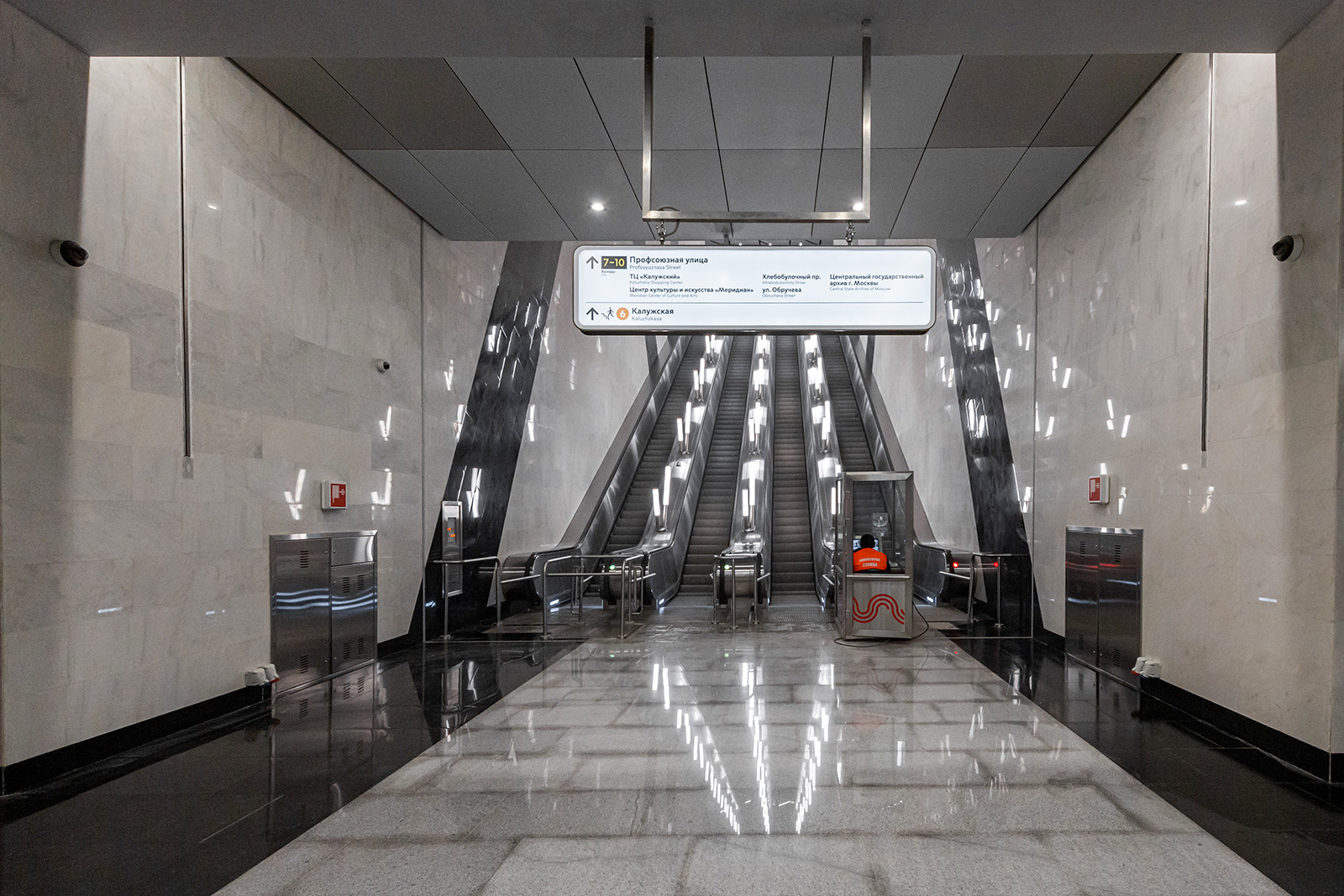
Выход к эскалаторам из станционного зала
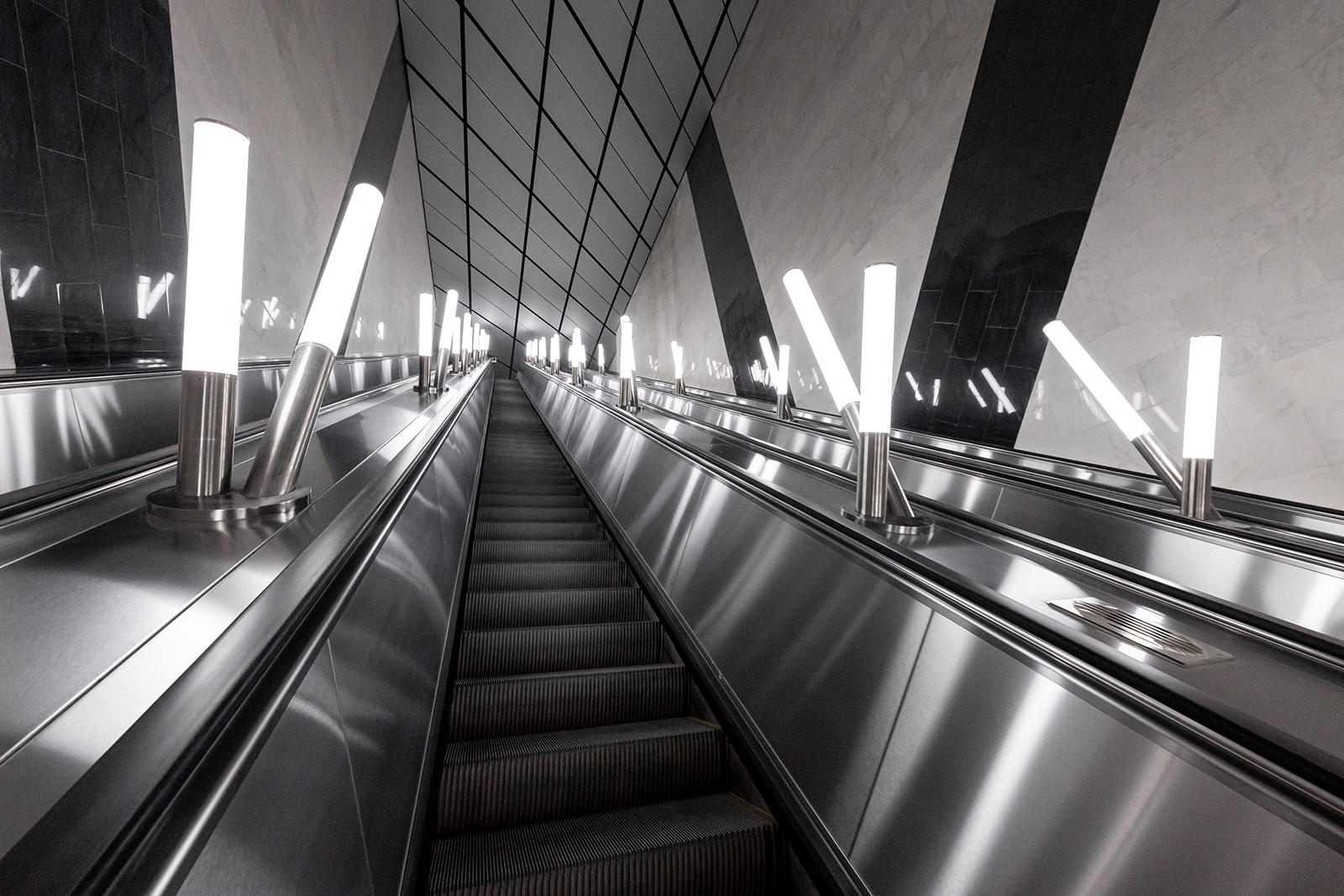
Эскалаторы, вид вверх
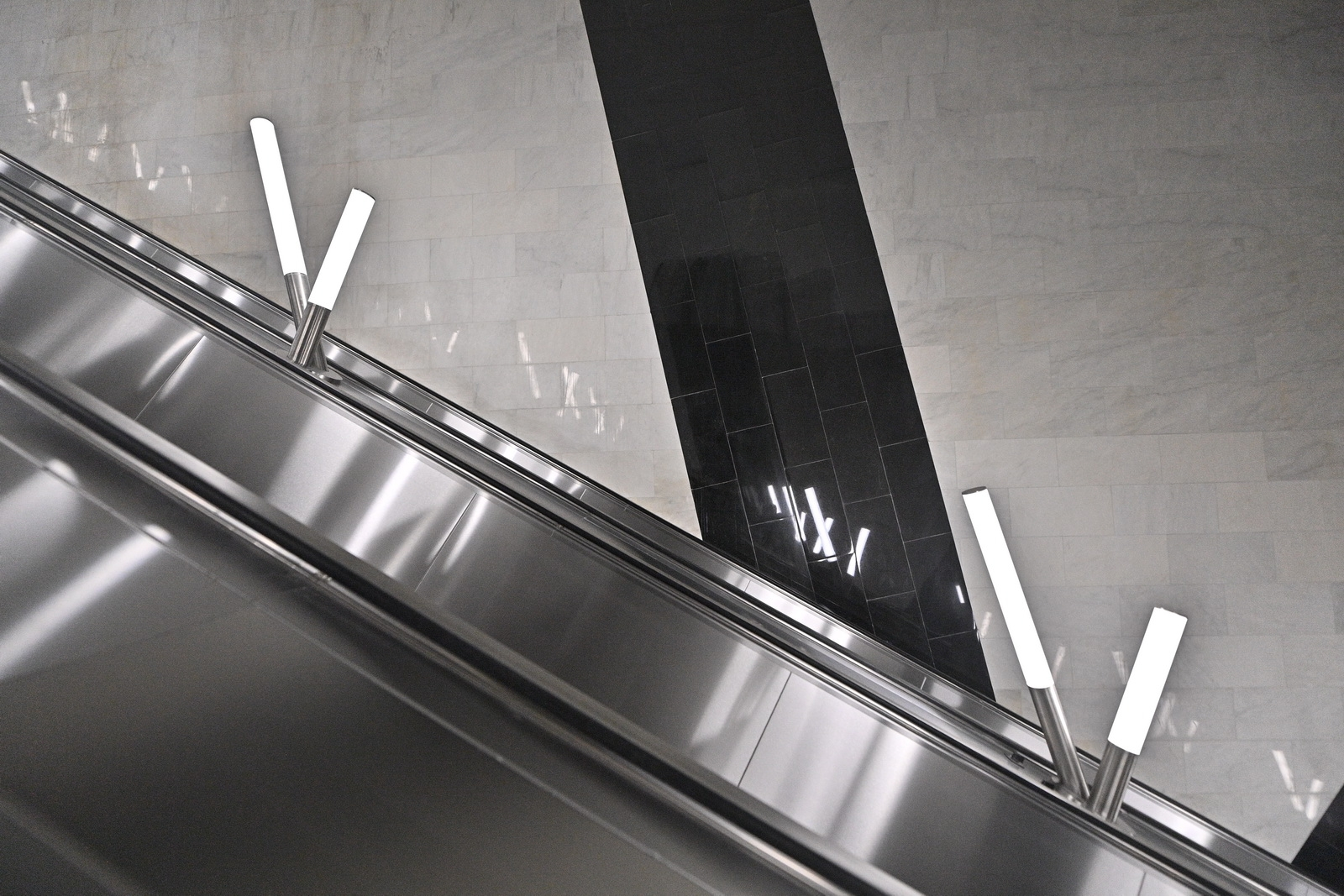
Эскалаторы, вид вбок
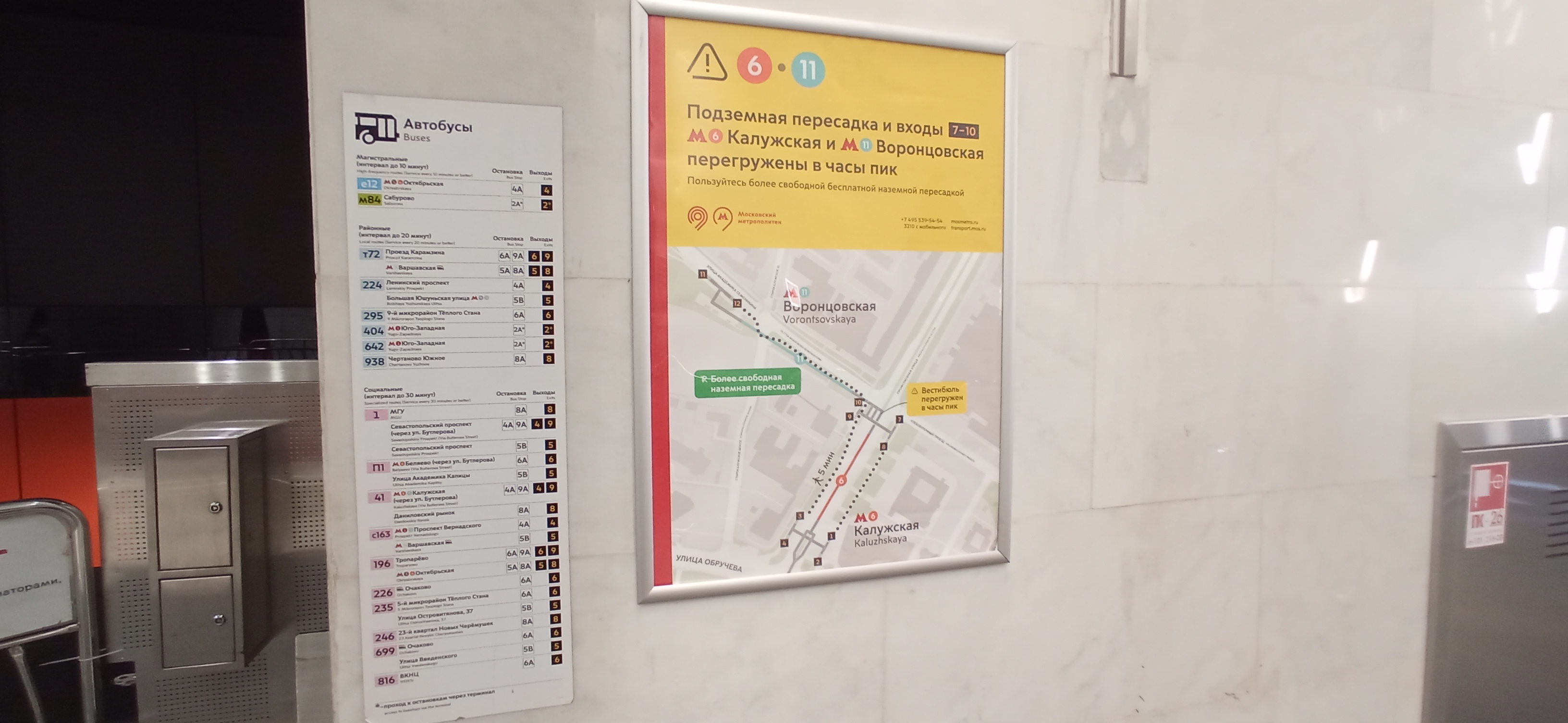
Плакат с информацией о бесплатной наземной пересадке на станцию «Калужская». Появление такой пересадки (при наличии стандартной подземной пересадки) связано с повышенным пассажиропотоком на пересадку между станциями

Станционный путевой зал
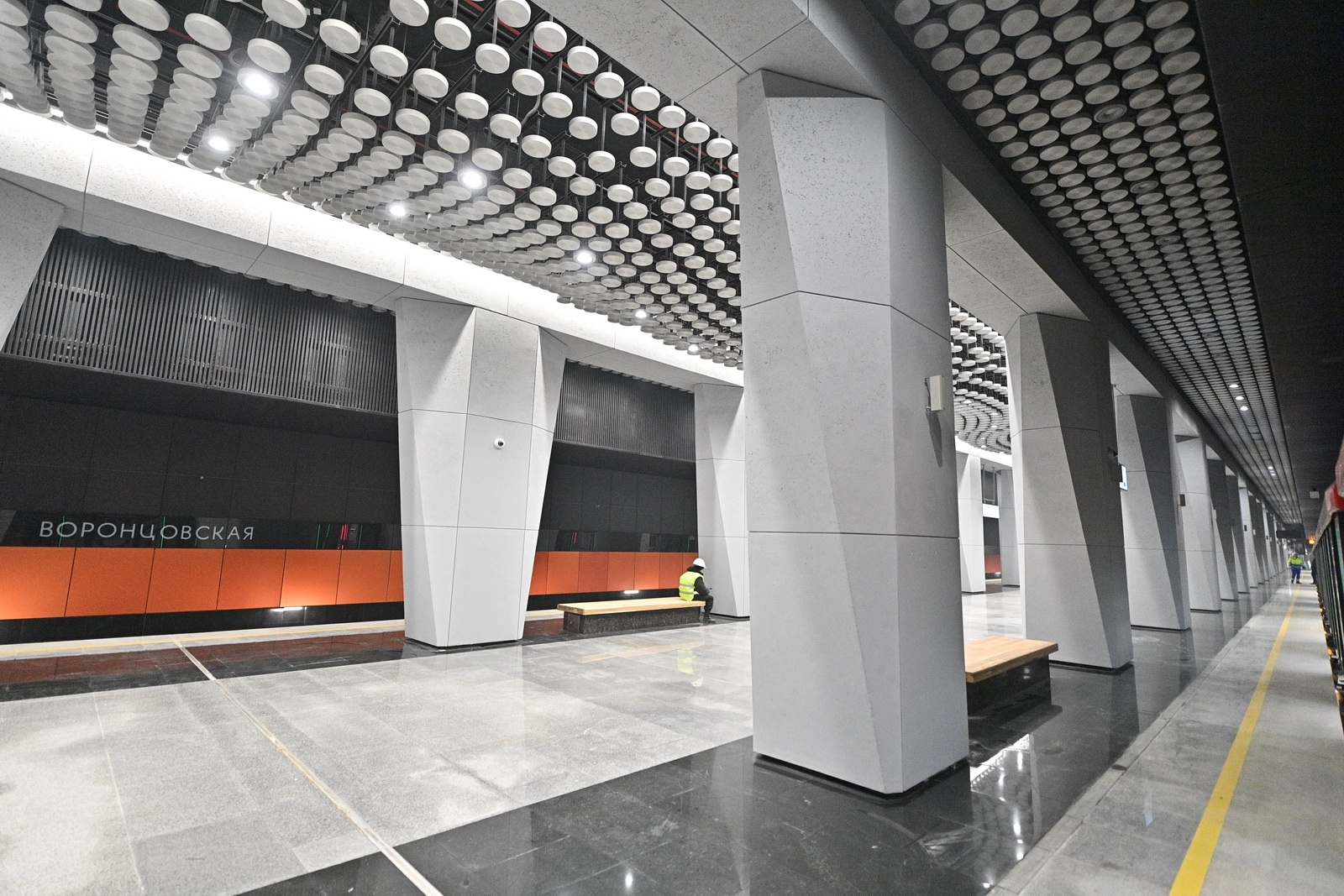
Общий вид зала станции под углом
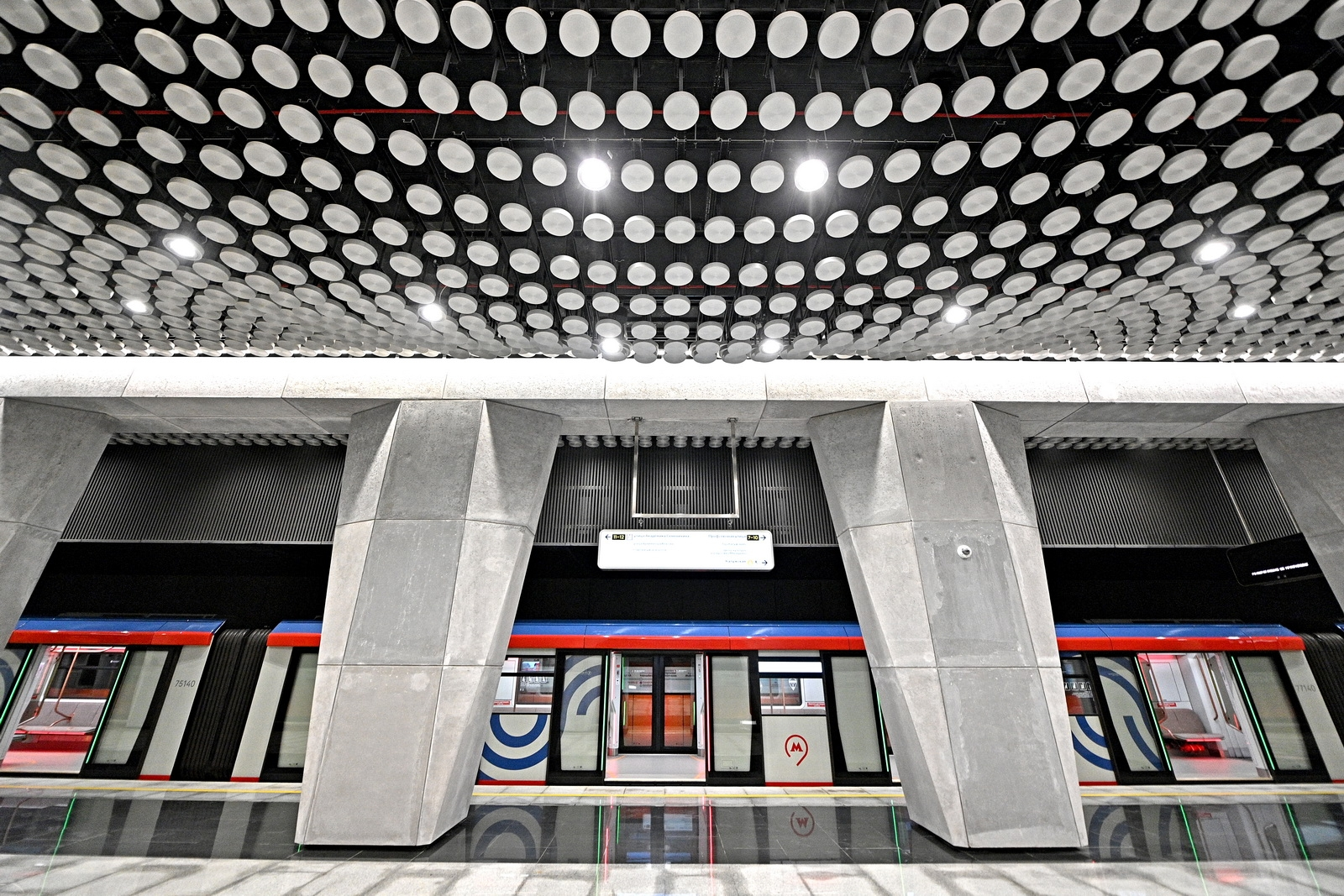
Колонны и потолок, вид сбоку
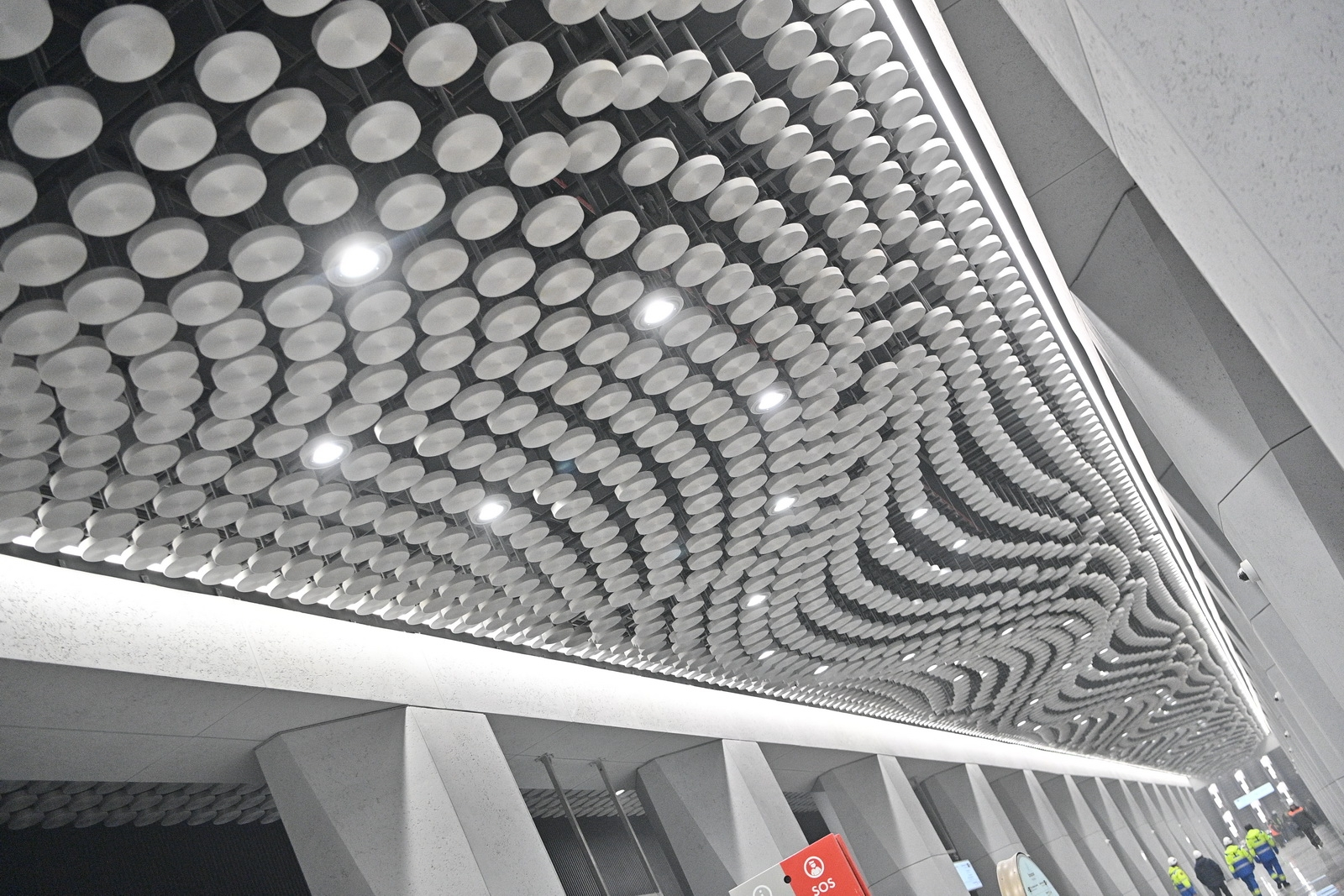
Потолок станции
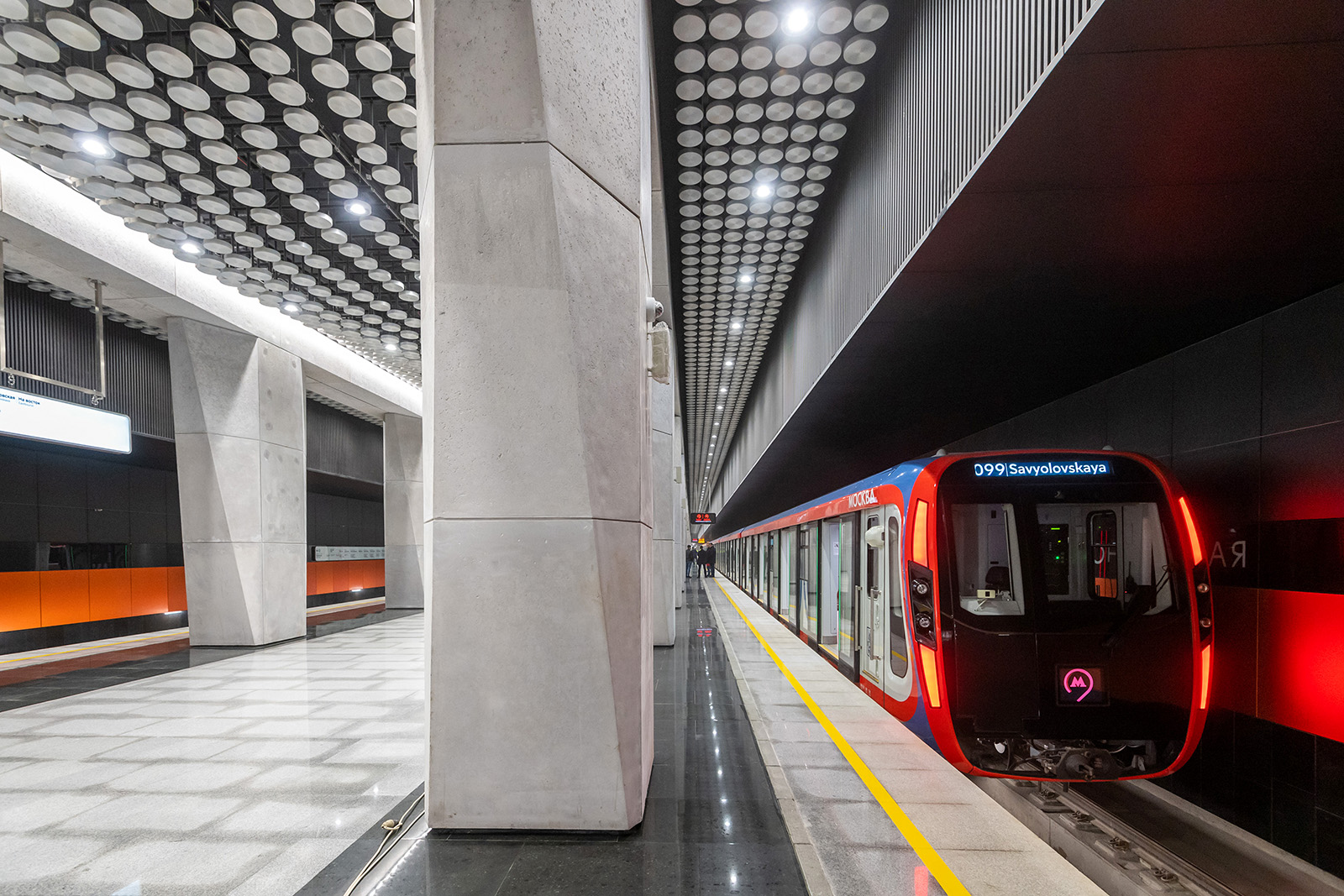
Электропоезд 81-775/776/777 «Москва-2020» на станции
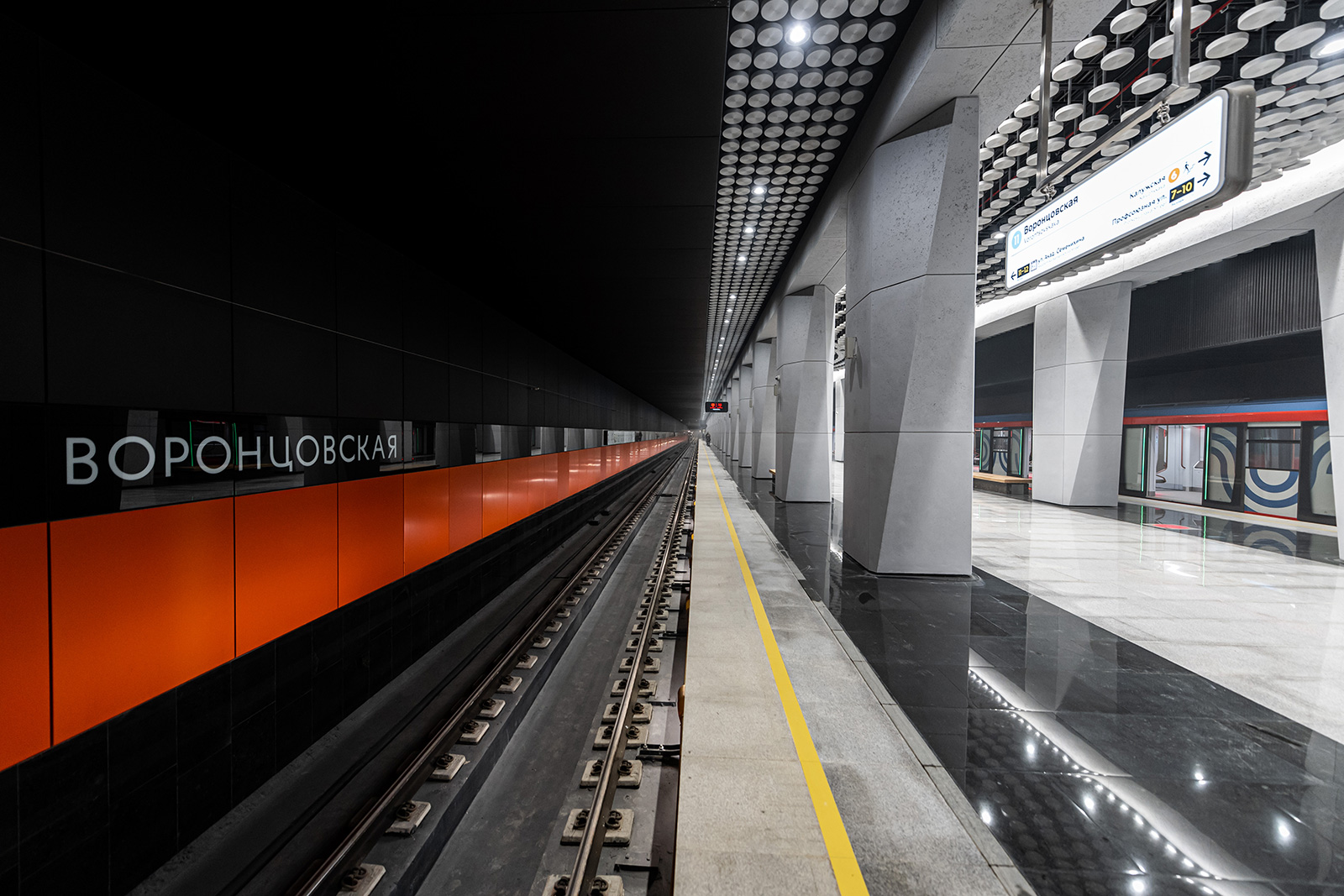
Платформа и путевая стена с названием станции
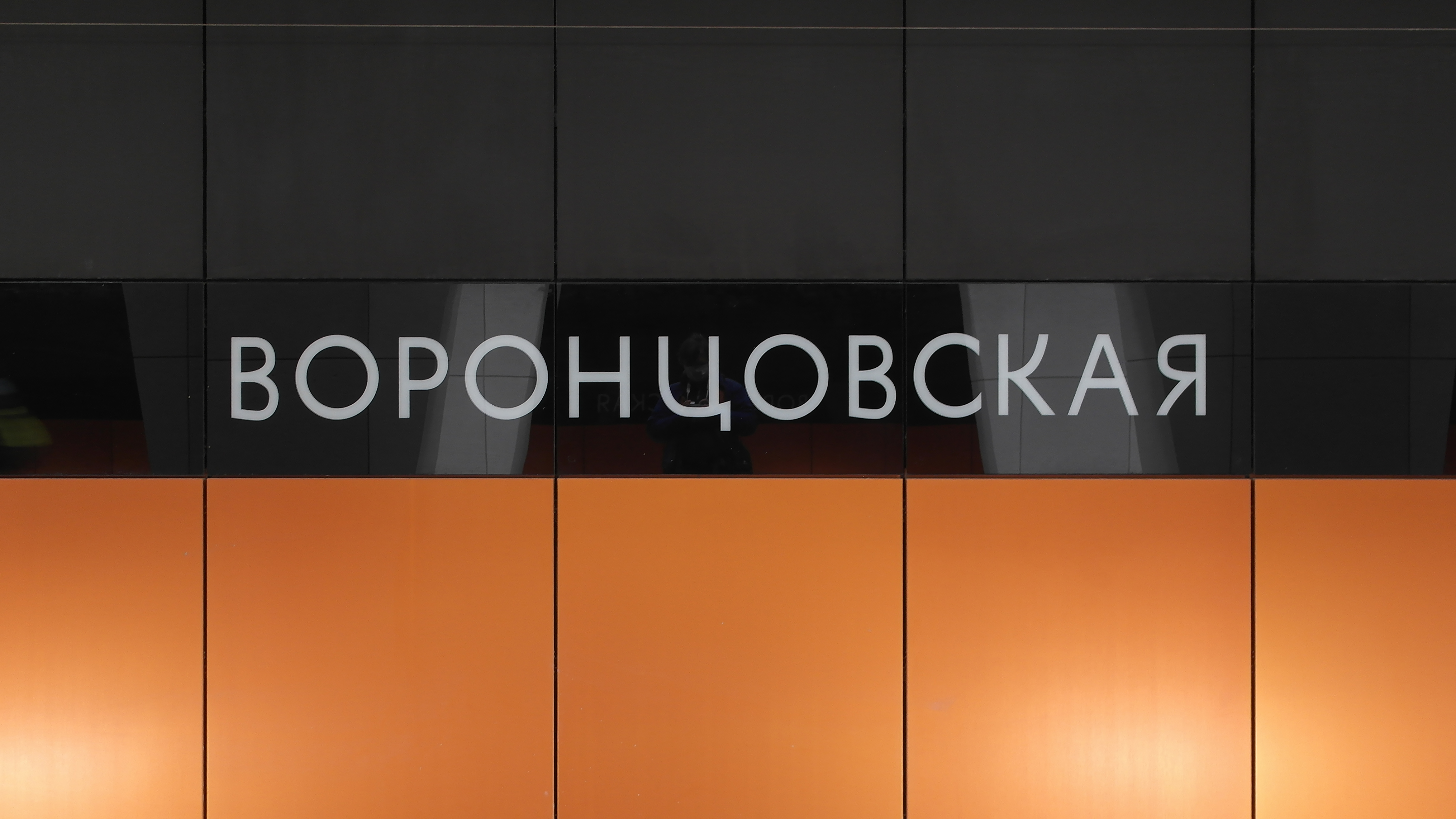
Название станции со шрифтовым написанием студии Артемия Лебедева на путевой стене